# 松脂

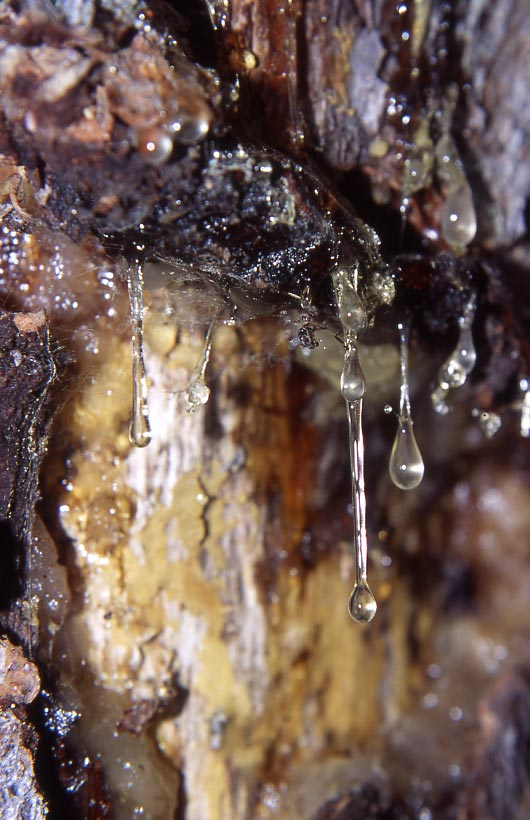
樹皮の傷ついた部分から染み出た松脂

松脂（まつやに、しょうし、英: Pine resin）は、マツ科マツ属の木から分泌される天然樹脂のこと。主成分はテレビン油とロジン。

## 物性
特有の芳香があり、主成分はテレビン油、ロジンで、蒸留によって分離される。成分の比率は、採取するマツの品種によって違いがある。中国のバビショウの松脂にはロジン分が比較的高く、アメリカのスラッシュマツや東南アジアのメルクシマツではテレビン油分が比較的高い傾向にある。
クロロホルム、酢酸、エーテル、アルコールなどに溶ける。水溶性の成分は少ないので、蒸留工場では、貯蔵槽に入れた松脂の表面に水を張り、揮発成分（テレビン油）の気化を防ぐことも行われている。

## 製造

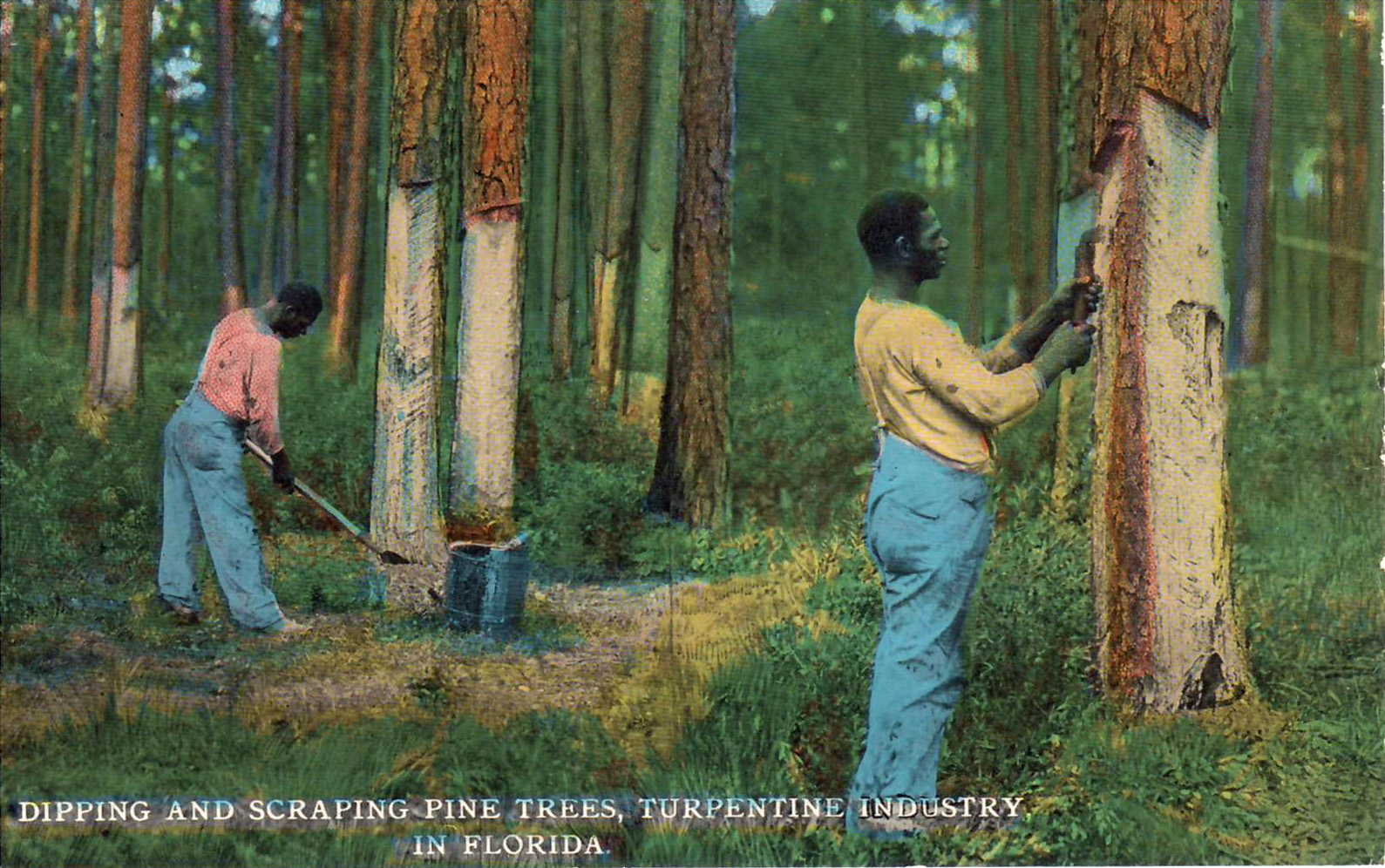
アメリカ・フロリダ州での採集作業を写した1912年の絵葉書

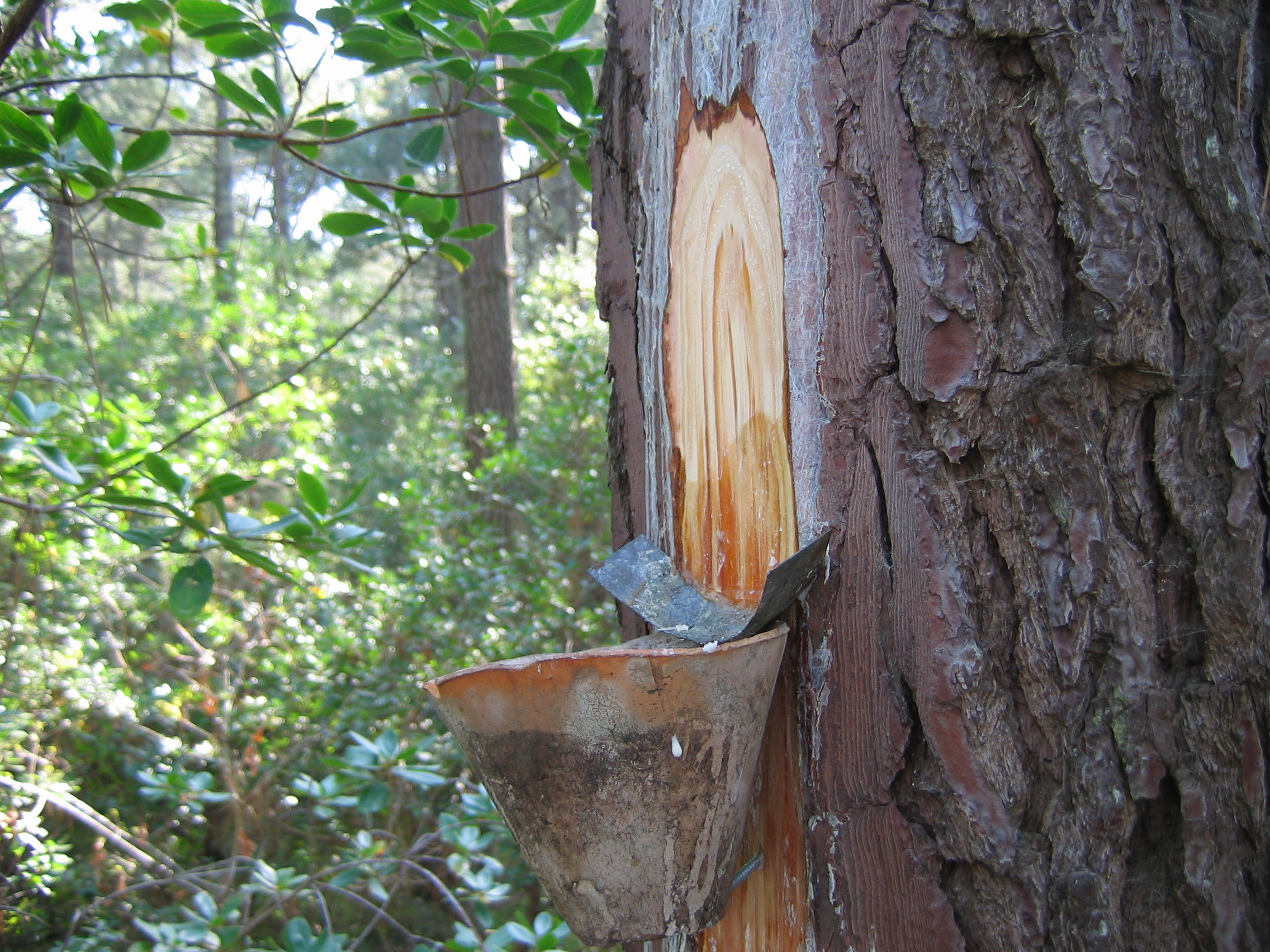
松の樹液を集める様子

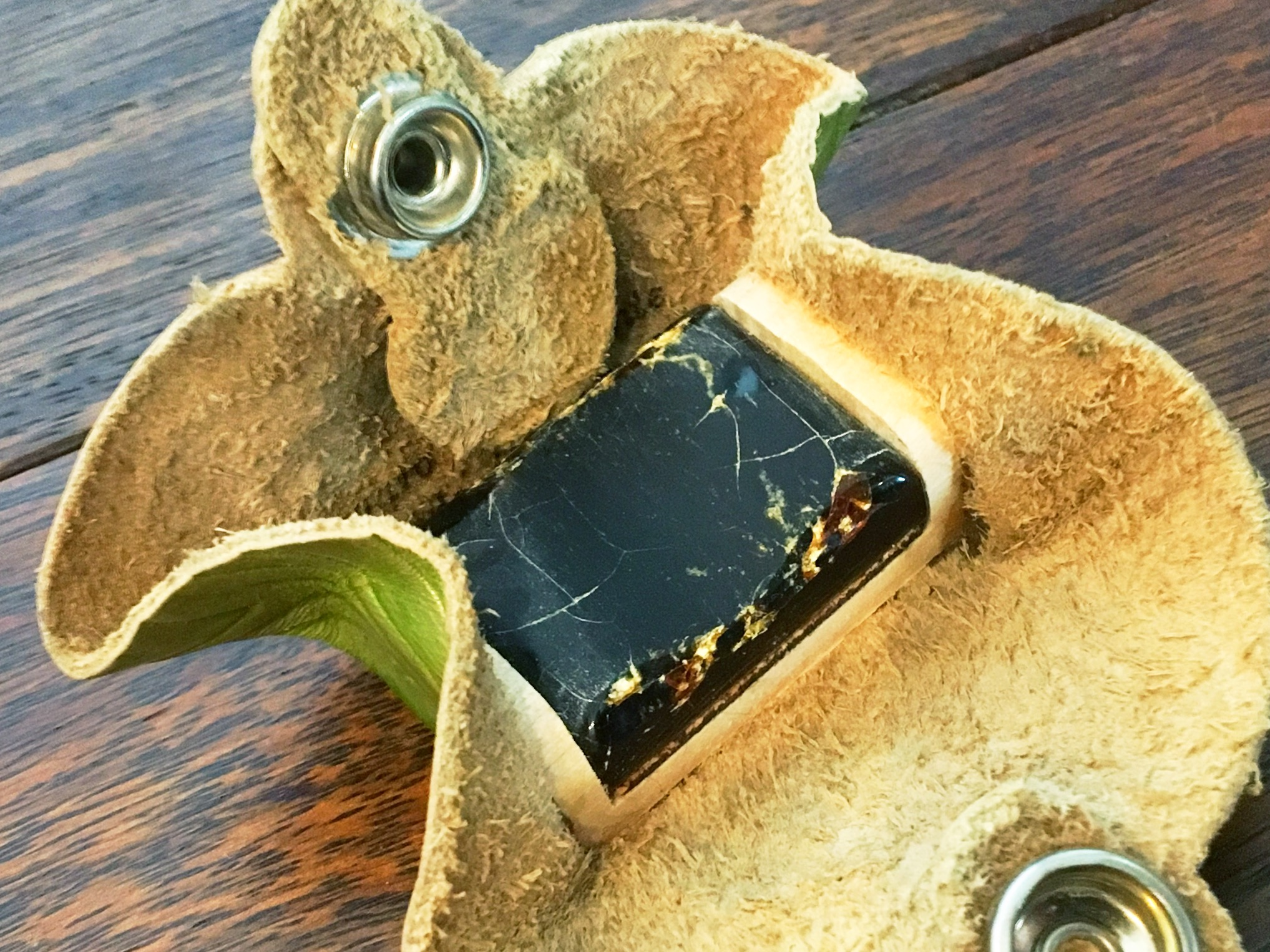
チェロ用の松脂。木枠に充填され、皮の包装がされている

産業的には、主に夏場の成長期に、幹の表面に刃物でV字型または溝型の傷をつけ、しみ出したものを碗、缶、ポリ袋などに集めて採る。木から採ったすぐ後は透明で粘稠な液体だが、だんだん揮発成分がなくなり、粘性を増す。そして、白色固状物質を析出する。
松脂（ロジン）は中国、アメリカ、ブラジルが主な生産国である。中国やブラジルでは主に上記の様に松の幹に傷を付けてしみ出した樹脂を蒸留し、ガムテレピン油とガムロジンに分離して生産している。
一方、アメリカ、北欧では製紙工場でクラフトパルプを作るときに副生する粗トール油を精留することでトールロジンと硫酸テレピン油または亜硫酸テレピン油を生産している。日本ではハリマ化成（株）が粗トール油からトールロジン等を生産している。
日本でもかつては松の幹から松脂を採取したが、地形条件が悪く高労賃で採算が合わないため昭和30年代に生産が途絶えた。そのため主に中国からガムロジン、テレビン油およびその誘導体の形で輸入するほか、アメリカなどから粗トール油の形で輸入している。

## 用途
松脂から精製、加工される各種製品は、主にインキ用樹脂、合成ゴム用乳化剤、製紙用ロジンサイズ剤（にじみ止め）、接着・粘着剤、香料、食品添加物、医薬原料に使用されている。詳細はロジン、テレビン油を参照。

### 応用例
擦弦楽器の弓の塗布剤
ヴァイオリンなどの弓には馬の尻尾の毛が使用されているが、それだけでは弦との間の摩擦係数が極めて小さいため、小さな音しか出せない。固形化した松脂またはロジンを塗布することで摩擦係数が大きくなり音が出やすくなる。サイレントバイオリンでも松脂は同梱される。
和弓の製造や手入れの材料
適度な硬さと粘りが接着剤や構造材として適している。 天鼠(くすね、薬煉)の主原料として使用する。
滑り止め
手などの滑り止めに用いる。例えば、固形の状態では野球のロジンバッグ、粘度を保った状態では屋内外のハンドボールにおいてボールを握りやすくする滑り止めなどの例がある。バレエにおいてはフロアに対する足先の滑り止めとして、固形松脂を粉状に砕いてトウシューズに付着させる。ボクシングでもキャンバスでのスリップ防止のためリング下（赤・青コーナーの付近）に粉状の松脂が入った箱が設置されており、リングイン前にリングシューズへ付着させる。
フラックス
はんだ付けの融剤として用いられる。電子部品向け用途では松脂（ロジン）を原料とするものが主流であるため、ヤニとも呼ばれる。
香料
テレビン油の形で香水の成分の一つとしても用いる。また、ギリシャのレッチーナ（Retsina）は松脂を香料として加えたフレーバード・ワインの一種である。フランスには松脂の香りのキャンディーもある。松脂や松葉エキスを含む禁煙キャンディーもある。
食品
ロジンを変成したチューインガムベースが使用されている。
薬品
ロジンは膏薬、プラスターの粘着成分にする。ガムテレビン油の主成分ピネンは医薬品原料となる。また、かつて松脂は咳止めの薬として用いられていた。戦国時代、火薬などと混ぜ焼薬や手榴弾などの原料として使われた。
鋳型
浄瑠璃人形の頭を木型から粘土で複数生産するための型を取るのに使う。松脂を湯で柔らかくして、木の原型と型枠の間に詰め、冷えると鋳型になる。
朱肉
伝統的な練り朱肉は、ヒマシ油に銀朱顔料、松脂、木蝋、綿花を加えて練る。
シャボン玉原液の添加剤
粘りがあるため、割れにくいシャボン玉が出来る。